# ROBODOC
ROBODOC ist ein Gerät für die rechnergestützte Fräsung und Implantation von Hüftgelenksprothesen zur Behandlung von Coxarthrose und anderen Erkrankungen und Verletzungen, die eine Ersetzung des Hüftgelenks erforderlich machen. Es wurde von der amerikanischen Firma Integrated Surgical Systems (ISS) entwickelt und hergestellt und später von der Firma Curexo Technology, die 2014 in THINK Surgical umbenannt wurde, weiterentwickelt und vermarktet.

## Allgemeines
Das System ROBODOC besteht aus einem angepassten Industrieroboter, der rechnergestützt die zur Implantation von künstlichen Hüftgelenken notwendigen Fräsungen des Knochens vornimmt. Diese Fräsungen werden bei der herkömmlichen Methode vom operierenden Chirurgen von Hand mit Fräsgeräten und Feilen vorgenommen.
Alle weiteren Operationsschritte vor und nach dem Fräsvorgang werden bei der ROBODOC-Methode ebenso wie bei der herkömmlichen Methode vom operierenden Chirurgen von Hand ausgeführt.
Für die Behandlung mit ROBODOC ist eine ausführliche und genaue Planung der Operation notwendig, um Daten der Knochengeometrie des Patienten zur Steuerung des Gerätes in ausreichender Genauigkeit zur Verfügung zu haben. Dabei ist die Realitätstreue und Detailauflösung des zur Planung verwendeten bildgebenden Verfahrens (z. B. Röntgen, Computertomographie oder Kernspintomographie) ebenso wichtig wie die Erfahrung des planenden Chirurgen, der die abgebildeten Strukturen den Strukturen im Körper zuordnen muss.
Nachdem das System 1990 erstmals an Hunden erprobt wurde, kam es in Deutschland erstmals 1992 zum Einsatz. Für den europäischen Markt wurde ROBODOC in Deutschland vom TÜV Rheinland auf technische Sicherheit geprüft und erhielt mit dieser Prüfung die europaweite Zulassung. Im Jahr 2008 erhielt das System die Zulassung in den USA durch die FDA.

## Vorteile der Operation mit ROBODOC
Der RoboDoc kann (bei entsprechend genauer Planung) Fräsungen wesentlich genauer und gleichmäßiger erstellen und genau auf die Abmessungen des Implantats abstimmen. Dadurch werden die Passgenauigkeit und die Einheilung der Prothese verbessert, was zu kürzeren Nachbehandlungsphasen und schnellerer Belastbarkeit der Prothese führt.

## Nachteile und Kritikpunkte der Operation mit ROBODOC
Nach der Einführung des Gerätes im normalen Krankenhausbetrieb hat sich eine höhere Komplikationsrate als bei der herkömmlichen Methode eingestellt.
Die ROBODOC-Methode erfordert eine größere Öffnung im mittleren Gesäßmuskel als die herkömmliche Methode. Dadurch entstehen im Verhältnis häufiger als bei der herkömmlichen Methode dauerhafte Schädigungen des mittleren und großen Gesäßmuskels und sogar der dazugehörigen Nerven. Betroffene einer solchen Schädigung haben oft äußerlich sichtbar tiefe Dellen im Gesäß.
Ungenauigkeiten bei der Planung vor der Operation können dazu führen, dass die Steuerdaten des ROBODOC-Gerätes von der Realität abweichen. Dadurch kann es bei der Operation zu Schädigungen des Knochens (z. B. Durchstoß der seitlichen Knochenwand) kommen, was das ROBODOC-Gerät nicht erkennen kann. Ein menschlicher Chirurg kann solche Abweichungen von der Operationsplanung oft während der Operation durch „Fingerspitzengefühl“ sensorisch wahrnehmen und erkennen und kurzfristig die Operation anpassen.
Langfristige medizinische Studien zur Zuverlässigkeit und Komplikationsanfälligkeit der ROBODOC-Methode waren zur TÜV-Zulassung nicht notwendig und wurden auch nicht durchgeführt. Eine Studie des medizinischen Dienstes der Krankenkassen im Auftrag der Barmer Ersatzkasse zu den Risiken des ROBODOC-Verfahrens aus dem Jahr 2004 stellt die Zuverlässigkeit und Tauglichkeit des Verfahrens in Frage und verpflichtet Kassenärzte bei der Aufklärung vor der Operation den Patienten ausdrücklich darauf hinzuweisen, dass es sich beim ROBODOC-Verfahren um ein experimentelles Verfahren handelt, mit dem höhere Risiken verbunden sind.
Am 13. Juni 2006 wurden die Klage auf Schmerzensgeld einer Patientin, die nach einer Operation mit der ROBODOC-Methode Komplikationen und dauerhafte Schädigungen erlitten hatte vom Bundesgerichtshof letztinstanzlich abgewiesen. Dieser Fall ist aber nicht repräsentativ für die mehreren hundert in der Geschädigten-Initiative „Forum ROBODOC“ zusammengeschlossenen Opfer, denn die Schäden dieser Patientin waren laut Gericht nicht für das ROBODOC-Verfahren spezifisch. Zum Stand Oktober 2006 sind mehrere Dutzend Klagen vor verschiedenen Landgerichten in Deutschland anhängig sowie mehr als 100 Beweisverfahren.